# Zgodboris
Zgodboris je grafična snemalna knjiga, ki je sestavljena iz zaporedja ilustracij ali slik. Namenjen je predhodni vizualizaciji filma, animacije, motion grafike ali interaktivnosti na spletnih straneh. Razvijati so jo začeli v studiu Walt Disney že leta 1930.
Z zgodborisom določimo, kako moramo postaviti kamero ali iz katere strani moramo narisati dogodke (risana animacija). Ob posameznih sličicah napišemo tudi morebitne dialoge ter opombe. Postopek, kjer postavljamo filmsko ali televizijsko kamero, imenujemo kadriranje.